# Stade Modibo Keïta
Stade Modibo Keïta – wielofunkcyjny stadion w stolicy Mali, Bamako. Jeden ze stadionów Pucharu Narodów Afryki 2002. Pojemność: 35 tys. widzów. Na stadionie rozgrywa swoje mecze zespół AS Bamako. Stadion nosi imię pierwszego prezydenta Mali Modibo Keity.